# Poetsmachine (graan)

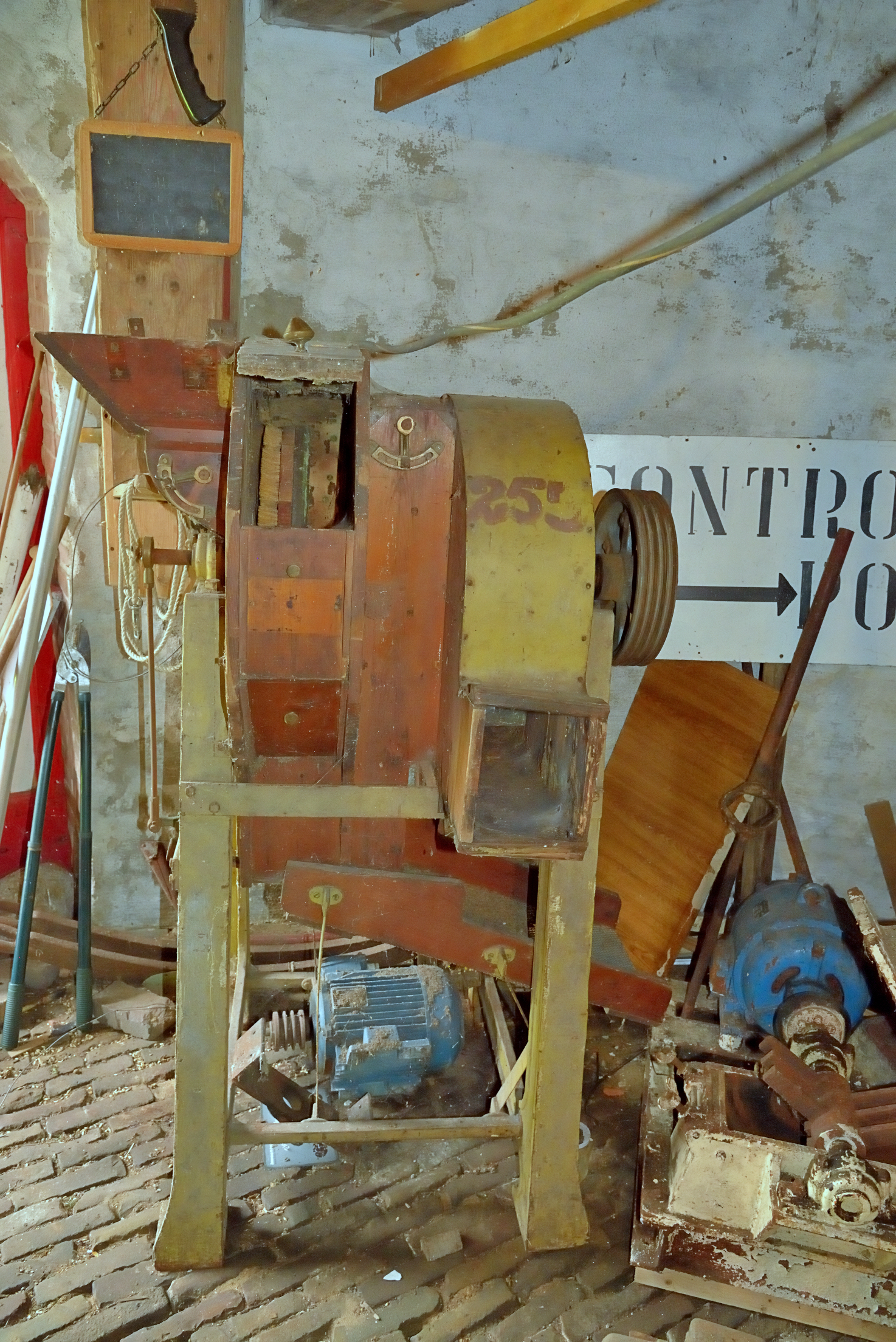
Graanpoetsmachine

Een poetsmachine werd en wordt soms nog gebruikt in het voorreinigingstraject voor met name baktarwe.
Via een inloop loopt een stroompje graan de machine in en komt terecht in een ruimte tussen borstels die bevestigd zijn op een draaiende schijf. Het graan kan er alleen maar uit door onder de borstels door te gaan, waarbij het aanhangende stof en vuil van de graankorrel wordt afgepoetst, ook uit de naad die in een tarwekorrel zit. Hierdoor komt er geen vuil in het meel, met als resultaat minder slijtage aan de walsen en maalstenen en iets wittere bloem.